# Chiesa di San Giuseppe (Chies d'Alpago)
La chiesa di San Giuseppe è la parrocchiale di Chies d'Alpago, in provincia di Belluno e diocesi di Belluno-Feltre; fa parte della convergenza foraniale di Longarone-Zoldo-Alpago-Ponte nelle Alpi.

## Storia
La prima menzione di un minuscolo sacello a Chies dedicato a San Giuseppe è da ricercarsi nella relazione della visita pastorale del 1577; questo fu sostituito da una chiesa vera e propria verso la fine del XVI secolo. Da un documento del 1637 s'apprende che detto edificio era molto semplice, ad un'unica navata, con pavimento e controsoffitto in legno, con un unico altare impreziosito da una pala con soggetto la Madonna tra i Santi Giuseppe, Felice e Margherita. A causa dell'aumento della popolazione, nel 1644 la chiesa venne riedificata con maggiori dimensioni. Verso la metà del XVIII secolo si ripropose lo stesso problema e nel 1743 si deliberò di rifarla completamente; i lavori terminarono nel 1770 e l'anno successivo fu eretta in curazia. L'edificio venne gravemente danneggiato dal terremoto del 1873 e si rese necessario un complesso lavoro di ristrutturazione; fu dichiarato di nuovo agibile nel 1877. Qualche anno dopo però, più precisamente nel 1882, la chiesa si dimostrò poco solida a causa di un'imminente frana. L'attuale parrocchiale fu costruita nel 1903 e consacrata lo stesso anno; nel 1949 divenne parrocchiale.

## Descrizione
La facciata presenta due lesene ai lati della stessa, un timpano con spioventi piuttosto pronunciati, una lapide sopra il portale con la scritta "Ecclesiam, DOM in honorem Deiparae Sponsi dicatam, ruina dirutam, patrum pietas ex integro condidit anno MCMIII" e due nicchie con altrettante statue in stile barocco, che potrebbero essere riconducibili allo scultore Alvise Tagliapietra, che operò tra Friuli e Veneto a cavallo dei secoli XVII e XVIII.
L'opera d'arte più importante conservata all'interno della chiesa è l'altare laterale di destra, realizzato dal veneziano Antonio Ermolao Paoletti nel 1866 per volere di Valentino Chiesura.